# Ryan Conroy
Ryan Conroy (Vale of Leven, 28 aprile 1987) è un ex calciatore scozzese, di ruolo centrocampista.

## Caratteristiche tecniche
Calciatore polivalente, nasce come esterno sinistro, potendo essere schierato sia come terzino sia come ala sulla sinistra.

## Carriera

### Club
Prodotto del vivaio del Celtic, in sette stagioni nei Celts gioca solamente 2 incontri, che gli consentono di aggiudicarsi il titolo scozzese 2008. Nel 2011, dopo due periodi in prestito, si trasferisce al Dundee, dove gioca con maggiore continuità riuscendo anche a segnare una ventina di gol in tre stagioni, vincendo il titolo di seconda divisione scozzese nel 2014. A fine stagione passa al Raith Rovers.

### Nazionale
Ha giocato nelle nazionali giovanili scozzesi Under-19, Under-20 ed Under-21. Ha partecipato ai Mondiali Under-20 del 2007.

## Palmarès

### Club

#### Competizioni nazionali
- Campionato scozzese: 1

Celtic: 2007-2008
- Scottish Premiership: 1

Dundee: 2013-2014